# Pseudophyllodromia mentawiensis
Pseudophyllodromia mentawiensis är en kackerlacksart som beskrevs av Hanitsch 1933. Pseudophyllodromia mentawiensis ingår i släktet Pseudophyllodromia och familjen småkackerlackor. Inga underarter finns listade i Catalogue of Life.